# Коновалов, Валерий Александрович
Валерий Александрович Коновалов (23 июля 1971, Москва) — советский и российский футболист, полузащитник.

## Биография
Воспитанник футбольной школы московского «Спартака».
С 1989 года выступал за «Томь», провёл в команде 13 сезонов. За это время сыграл в первенствах СССР и России 386 матчей и забил 35 голов, а во всех турнирах — 409 матчей и 37 голов. Был капитаном команды. Является одним из лидеров в истории «Томи» по числу сыгранных матчей. Победитель зонального турнира второго дивизиона 1997 года. В начале 2002 года вместе с Юрием Зеленовым был отчислен главным тренером клуба Валерием Петраковым, официально за «плохую физическую готовность», а по версии ряда болельщиков — тренер не простил отказа от приглашения в московское «Торпедо» в 2000 году.
В первой половине 2002 года выступал за кемеровский «Кузбасс-Динамо».
Летом 2002 года попал в автокатастрофу и в результате оказался в многолетней коме. В 2014 году «Томь» организовывала сбор средств в его поддержку.

## Личная жизнь
Супруга Ольга, сын Максим.